# Gabrielle Giffordsová
Gabrielle Dee „Gabby“ Giffordsová (* 8. června 1970 Tucson, Arizona) je americká demokratická politička, členka umírněné středové Koalice modrého psa a v letech 2007–2012 kongresmanka Sněmovny reprezentantů, historicky třetí žena zvolená do Kongresu za stát Arizona.
Dne 22. ledna 2012 oznámila úmysl rezignovat na mandát ve Sněmovně reprezentantů, aby se plně věnovala rekonvalescenci po atentátu na její osobu. O tři dny později tak učinila přímo v Kongresu za doprovodných ovací kongresmanů.

## Biografie
Narodila se v arizonském Tucsonu. Bakalářský diplom získala na Scripps College, magisterský pak na Cornellově univerzitě. Před zvolením do amerického Kongresu sloužila v letech 2001–2003 v arizonské sněmovně reprezentantů, a poté v období 2003–2006 v tamním senátu, v němž na pozici rezignovala, aby zahájila boj o místo v americkém kongresu, poté co stávající člen Jim Kolbe oznámil, že křeslo nebude obhajovat. 

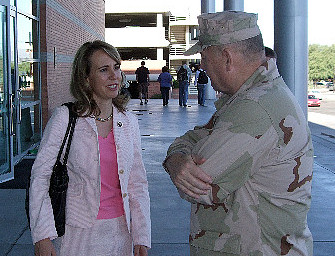
Giffordsová v rozhovoru s velícím důstojníkem Pobřežní stráže.

Spolupracovala na rozvoji regionální ekonomiky v New Yorku ve firmě Price Waterhouse, a také byla zaměstnána jako výkonná obchodní ředitelka společnosti El Campo Tire Warehouses, místního automobilového řetězce.
Ve Sněmovně reprezentantů USA slouží třetí dvouleté období. Je historicky první židovskou kongresmankou za stát Arizona. Oponenti, včetně řady konzervativců, kritizují zejména její pozitivní postoj ke zdravotní reformě prezidenta Obamy a snahu o omezení imigrace především z blízkého Mexika, kde se vyslovuje pro ztížení přechodu státní hranice.
Od roku 2001 praktikuje progresivní judaismus. V listopadu 2007 se jejím manželem stal vojenský letec amerického námořnictva a astronaut Mark E. Kelly, který pilotoval raketoplán v rámci vesmírných misí STS-108, STS-121 a velel misi STS-124.

## Střelba v Tucsonu
8. ledna 2011 byla kongresmanka dopoledne na veřejném setkání s voliči v rodném Tucsonu před obchodním střediskem Safeway postřelena do hlavy 22letým útočníkem, který použil zbraň GLOCK ráže 9 mm.
Za střelce byl identifikován Jared Lee Loughner. Federální úřady jej další den obvinili ze zabití federálního vládního zaměstnance, za pokus vraždy člena Kongresu a pokus o zabití federálního zaměstnance.
Giffordsová utrpěla průstřel hlavy. Počet obětí dosáhl šesti, včetně federálního soudce Johna McCarthyho Rolla a zraněno bylo dalších čtrnáct osob. Po převozu do nemocnice politička podstoupila operaci a její zdravotní stav byl kritický. Obviněný střelec Jared Lee Loughner byl zadržen v cele. V souvislosti s touto událostí nařídil prezident Obama, aby se na místo přesunul ředitel FBI Robert Mueller a koordinoval vyšetřování.
Po probuzení z umělého spánku byla převezena do rehabilitačního zařízení v Houstonu.

## Volební výsledky
| Volby do Sněmovny reprezentantů USA v 8. okrsku – Arizona (2006) | Volby do Sněmovny reprezentantů USA v 8. okrsku – Arizona (2006) | Volby do Sněmovny reprezentantů USA v 8. okrsku – Arizona (2006) | Volby do Sněmovny reprezentantů USA v 8. okrsku – Arizona (2006) | Volby do Sněmovny reprezentantů USA v 8. okrsku – Arizona (2006) |
| Volební subjekt                                                  | Kandidát                                                         | Hlasy                                                            | Procenta                                                         | Změna +/-                                                        |
| ---------------------------------------------------------------- | ---------------------------------------------------------------- | ---------------------------------------------------------------- | ---------------------------------------------------------------- | ---------------------------------------------------------------- |
| Demokraté                                                        | Gabrielle Giffordsová                                            | 137 655                                                          | 54,26%                                                           |                                                                  |
| Republikáni                                                      | Randy Graf                                                       | 106 790                                                          | 42,09%                                                           |                                                                  |
| Libertariáni                                                     | David Nolan                                                      | 4 849                                                            | 1,91%                                                            |                                                                  |
| nezávislý                                                        | Jay Quick                                                        | 4 408                                                            | 1,74%                                                            |                                                                  |

| Volby do Sněmovny reprezentantů USA v 8. okrsku – Arizona (2008) | Volby do Sněmovny reprezentantů USA v 8. okrsku – Arizona (2008) | Volby do Sněmovny reprezentantů USA v 8. okrsku – Arizona (2008) | Volby do Sněmovny reprezentantů USA v 8. okrsku – Arizona (2008) | Volby do Sněmovny reprezentantů USA v 8. okrsku – Arizona (2008) |
| Volební subjekt                                                  | Kandidát                                                         | Hlasy                                                            | Procenta                                                         | Změna +/-                                                        |
| ---------------------------------------------------------------- | ---------------------------------------------------------------- | ---------------------------------------------------------------- | ---------------------------------------------------------------- | ---------------------------------------------------------------- |
| Demokraté                                                        | Gabrielle Giffordsová                                            | 179 629                                                          | 54,72%                                                           | +0,46%                                                           |
| Republikáni                                                      | Tim Bee                                                          | 140 553                                                          | 42,82%                                                           | +0,73%                                                           |
| Libertariáni                                                     | Paul Davis                                                       | 8 081                                                            | 2,46%                                                            | +0,55%                                                           |

| Volby do Sněmovny reprezentantů USA v 8. okrsku – Arizona (2010) | Volby do Sněmovny reprezentantů USA v 8. okrsku – Arizona (2010) | Volby do Sněmovny reprezentantů USA v 8. okrsku – Arizona (2010) | Volby do Sněmovny reprezentantů USA v 8. okrsku – Arizona (2010) | Volby do Sněmovny reprezentantů USA v 8. okrsku – Arizona (2010) |
| Volební subjekt                                                  | Kandidát                                                         | Hlasy                                                            | Procenta                                                         | Změna +/-                                                        |
| ---------------------------------------------------------------- | ---------------------------------------------------------------- | ---------------------------------------------------------------- | ---------------------------------------------------------------- | ---------------------------------------------------------------- |
| Demokraté                                                        | Gabrielle Giffordsová                                            | 138 280                                                          | 48,76%                                                           | −5,96%                                                           |
| Republikáni                                                      | Jesse Kelly                                                      | 134 124                                                          | 47,30%                                                           | +4,48%                                                           |
| Libertariáni                                                     | Steven Stoltz                                                    | 11 174                                                           | 3,94%                                                            | +1,48%                                                           |